# Phandu Skelemani

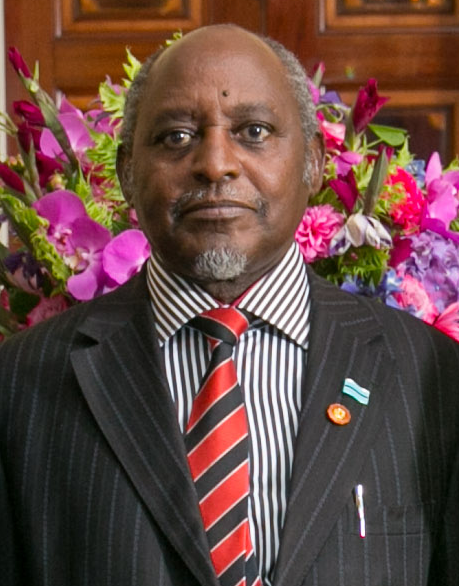
Phandu Skelemani (2014)

Phandu Tombola Chaha Skelemani (* 5. Januar 1945 in Mapoka Village) ist ein botswanischer Politiker.

## Biografie

### Aufstieg zum Generalstaatsanwalt
Der aus dem Volk der Motswana stammende Skelemani absolvierte ein Studium der Rechtswissenschaften an der University of Botswana, Lesotho and Swaziland (U.B.L.S.), das er mit einem Bachelor of Law (LL.B.) abschloss. Anschließend war er zunächst als Rechtsanwalt und Notar tätig.
1973 wechselte er als Staatsanwalt (State Counsel) in den Staatsdienst und war als solcher Ankläger in Strafprozessen an Magistratsgerichten, dem Berufungsgericht (Court of Appeal) sowie am Obersten Gericht (High Court of Botswana). 1975 erfolgte seine Ernennung zum Oberstaatsanwalt (Senior State Counsel). Als solcher war er Rechtsberater seines Heimatlandes bei der Genfer Konferenz, die 1977 zur Aufnahme von zwei Zusatzprotokollen in die Genfer Konventionen zur Behandlung von Kriegsgefangenen führte. Daneben gehörte er Delegationen bei Justizministerkonferenzen des Commonwealth of Nations in Harare, Vancouver, Malaysia sowie Trinidad und Tobago an. 1978 erfolgte seine Ernennung zum Leitenden Oberstaatsanwalt (Principal State Counsel) sowie zum Leiter der Abteilung für Strafverfolgung beim Generalstaatsanwalt.
Zwischen 1980 und 1992 war Skelemani dann Stellvertretender Generalstaatsanwalt (Deputy Attorney General) und in dieser Funktion unter anderem Leiter von Delegationen bei Konferenzen der Vereinten Nationen in Wien, die sich mit Drogenkriminalität und der internationalen Zusammenarbeit von Strafverfolgungsbehörden befassten. Außerdem gehörte er dem Bewilligungskomitee für ein Rhodes-Stipendium in der Region Transvaal an.
1992 erfolgte schließlich seine Ernennung zum Generalstaatsanwalt. Aufgrund dieses Amtes war er Oberster Rechtsberater der Regierung aber auch Leiter einer Delegation bei einer Menschenrechtskonferenz in Tunesien, Direktor der Botswanischen Diamantentaxierungsgesellschaft (Botswana Diamond Valuing Company) sowie Mitglied des Politischen Komitees für Mineralien. Im Juni 1993 war er Leiter der Delegation bei der Weltkonferenz über Menschenrechte in Wien sowie auch der Delegation bei den Verhandlungen, die 1998 zum Rom-Statut über den Internationalen Strafgerichtshof führten.

### Minister
2003 beendete er seine Laufbahn im juristischen Staatsdienst, nachdem er zuvor in einer Nachwahl zum Abgeordneten der Nationalversammlung gewählt wurde. Dort vertritt er seitdem den Wahlkreis Francistown East.
2004 wurde er von Präsident Festus Mogae als Minister für Präsidialangelegenheiten und öffentliche Verwaltung erstmals in eine Regierung berufen. Im Rahmen einer Kabinettsumbildung ernannte ihn Mogae dann am 19. Januar 2007 zum Justizminister sowie Minister für Verteidigung und Sicherheit.
Mogaes Nachfolger als Präsident, Ian Khama, berief ihn nach dessen Amtsantritt am 1. April 2008 zum Minister für Auswärtige Angelegenheiten und Internationale Kooperation.